# روبين مور
روبين مور (بالإنجليزية: Robyn Moore)‏ هي ممثلة أسترالية، ولدت في 4 نوفمبر 1971 بأديلايد في أستراليا.

## أعمال

### أفلام
- (2009) مقتحمو النهار

## وصلات خارجية
- روبين مور على موقع IMDb (الإنجليزية)
- روبين مور على موقع قاعدة بيانات الفيلم (الإنجليزية)